# Jeroen Woe

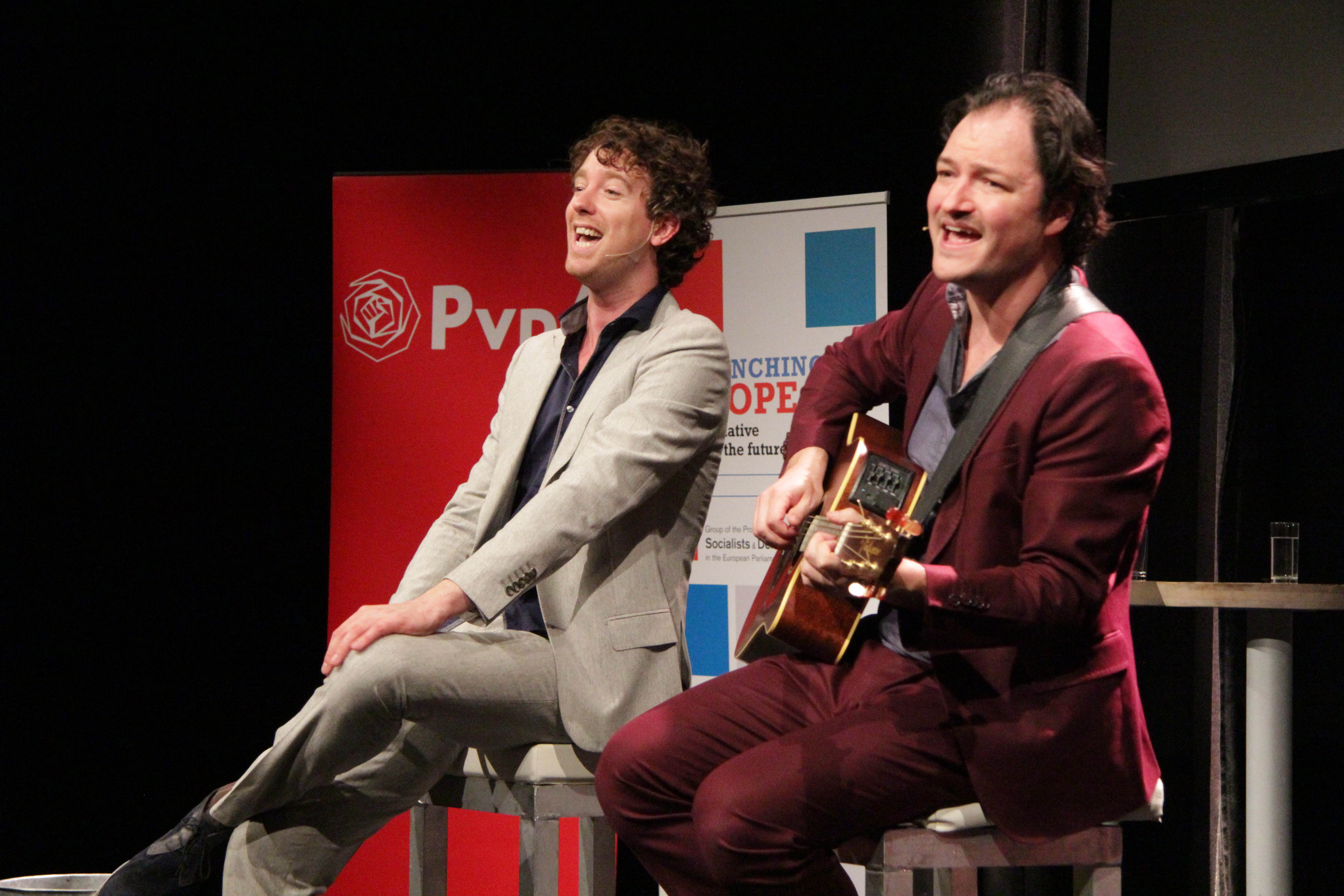
Jeroen Woe (rechts) mit Niels van der Laan, anlässlich eines Auftritts im Juni 2013

Jeroen Woe (* 2. April 1981 in Amsterdam) ist ein niederländischer Kabarettist, Musiker, Theaterregisseur und Fernsehmacher.
Jeroen Woe ist in den Niederlanden vornehmlich bekannt als Mitglied des Kabarettduos Van der Laan & Woe (zuvor „Geen Familie“). Danach war er auch in verschiedenen Produktionen als Schauspieler zu sehen. Jeroen Woe und Niels van der Laan lernten sich an der Academie voor Kleinkunst in Amsterdam kennen, wo sie gemeinsam abschlossen und danach als Duo begannen Programme zu machen. 2004 gewannen sie auf dem Festival Theater Aan Zee im belgischen Ostende den Residentieprijs für die vielversprechendsten Theatermacher. In 2005 erhielten sie auf dem Amsterdams Kleinkunst Festival den Wim Sonneveldprijs. 2006 gab Woe die Premiere seiner ersten abendfüllenden Vorstellung. 2011 gewann er den Kabarettpreis Neerlands Hoop für sein Programm Superlatief.
2013 brachte Woe die erste Solo-CD heraus: Als je aanbelt doe ik open. Seit 2014 ist er Teil des Singer-Songwriterkollektivs Het Nieuwe Lied. 2021 veröffentlichte Woe das Album Weg Was. In diversen Animationsfilmen übernimmt er Stimmrollen. Er war auch einer der Moderatoren der Ratesendung De Kwis.
Seit 2019 präsentiert Woe zusammen mit Niels van der Laan die satirische Samstagabendsendung Even tot hier.
Sein Nachname ist die niederländische Schreibweise des Namens Wu, den sein chinesischer Großvater trug.

## Auszeichnungen
- 2005 – Wim Sonneveldprijs, für Geen Familie
- 2011 – Neerlands Hoop, für Van der Laan & Woe[5]
- 2022 – Gouden Televizierring, für Even tot hier[6]
- 2023 – Ere (Ehren) Zilveren Nipkowschijf, mit Even tot hier[7]